# Couvent des Augustins du Blanc
Le couvent des Augustins du Blanc est un ancien couvent situé au centre de  Le Blanc dans le département de l'Indre. C'est un monument inscrit en 1928 et 1986.

## Histoire
Au début du XIVe siècle, un seigneur de Naillac fit don à un ermite de l'ordre des Augustins d'un terrain pour fonder un couvent.
L'ancienne chapelle des Augustins date de la seconde moitié du XIVe siècle et du XVe siècle. Les bâtiments conventuels visibles aujourd'hui furent construits sur le côté nord de l'église, entre 1648 et 1672. Le cloître date de 1669. L'intérieur conserve, au rez-de-chaussée, des salles voûtées. En 1822 commença la construction de l'hôtel de ville par l'architecte Murison.

## Parties protégées
Ancienne chapelle des Augustins, actuellement dépendance de l'Hôtel de Ville : inscription par arrêté du 28 juin 1932 ; Les parties suivantes de l'Hôtel de Ville : façades et toitures des anciens bâtiments conventuels de l'ancien couvent (façades extérieures et façades donnant sur la cour intérieure, à l'exclusion des constructions annexes ajoutées aux 19s et 20s) ; salles voûtées du 17s situées au rez-de-chaussée des ailes Nord, Est et Ouest des anciens bâtiments conventuels ; façade Sud et façade en retour de l'Hôtel de Ville (cad. 1972 AI 352) : inscription par arrêté du 21 novembre 1986